# Jeff Cowan
Pour les articles homonymes, voir Cowan.
Jeffrey Cowan (né le 27 septembre 1976 à Scarborough, dans la province de l'Ontario au Canada) est un joueur professionnel retraité de hockey sur glace évoluant à la position d'ailier gauche.

## Carrière
Joueur jamais repêché par une équipe de la Ligue nationale de hockey, il signa un contrat en tant qu'agent libre à l'été 1995 avec les Flames de Calgary alors qu'il évoluait dans la Ligue de hockey de l'Ontario pour le Storm de Guelph.
Contrat en poche, il retourne néanmoins pour une saison supplémentaire en LHO avec les Colts de Barrie puis devient joueur professionnel la saison suivante alors qu'il rejoint le club affilié aux Flames dans la Ligue américaine de hockey, les Flames de Saint-Jean. Il s'aligne également au cours de cette saison pour 47 rencontres avec l'Express de Roanoke, club de l'ECHL.
Après deux autres saisons avec le club-école, Cowan fait ses premiers pas en LNH en 1999-2000, disputant alors treize rencontres avec les Flames où il récolte cinq points. Il obtient dès la saison suivante un poste à plein temps dans la grande ligue. Après un début de saison 2000-2001 difficile pour les Flames, ceux-ci l'échangent aux Thrashers d'Atlanta en retour notamment de Petr Buzek.
Il dispute trois saisons avec les Thrashers avant d'être échangé à la date limite des transactions de la saison 2003-2004 aux Kings de Los Angeles. Il reste avec les Kings jusqu'en 2006, alors que ces derniers le soumettent au ballotage, il est réclamé par les Canucks de Vancouver.
Après avoir passé la saison 2008-2009 avec les Rivermen de Peoria, Cowan signe un contrat en tant qu'agent libre avec les Sabres de Buffalo et rejoint alors leur club affilié, les Pirates de Portland. Il continue dans la LAH pour une saison de plus avant de rejoindre les Iserlohn Roosters de la DEL. Il se retire de la compétition à l'été 2012.

## Statistiques
| Saison     | Équipe               | Ligue        |     | Saison régulière | Saison régulière | Saison régulière | Saison régulière | Saison régulière |   | Séries éliminatoires | Séries éliminatoires | Séries éliminatoires | Séries éliminatoires | Séries éliminatoires |
| Saison     | Équipe               | Ligue        | PJ  | B                | A                | Pts              | Pun              | PJ               | B | A                    | Pts                  | Pun                  |                      |                      |
| 1993-1994  | Storm de Guelph      | LHO          | 17  | 1                | 0                | 1                | 5                |                  |   |                      |                      |                      |                      |                      |
| 1994-1995  | Storm de Guelph      | LHO          | 51  | 10               | 7                | 17               | 14               | 14               | 1 | 1                    | 2                    | 0                    |                      |                      |
| 1995-1996  | Colts de Barrie      | LHO          | 66  | 38               | 14               | 52               | 29               | 5                | 1 | 2                    | 3                    | 6                    |                      |                      |
| 1996-1997  | Express de Roanoke   | ECHL         | 47  | 21               | 13               | 34               | 42               |                  |   |                      |                      |                      |                      |                      |
| 1996-1997  | Flames de Saint-Jean | LAH          | 22  | 5                | 5                | 10               | 8                |                  |   |                      |                      |                      |                      |                      |
| 1997-1998  | Flames de Saint-Jean | LAH          | 69  | 15               | 13               | 28               | 23               | 13               | 4 | 1                    | 5                    | 14                   |                      |                      |
| 1998-1999  | Flames de Saint-Jean | LAH          | 71  | 7                | 12               | 19               | 117              | 4                | 0 | 1                    | 1                    | 10                   |                      |                      |
| 1999-2000  | Flames de Calgary    | LNH          | 13  | 4                | 1                | 5                | 16               |                  |   |                      |                      |                      |                      |                      |
| 1999-2000  | Flames de Saint-Jean | LAH          | 47  | 15               | 10               | 25               | 77               |                  |   |                      |                      |                      |                      |                      |
| 2000-2001  | Flames de Calgary    | LNH          | 51  | 9                | 4                | 13               | 74               |                  |   |                      |                      |                      |                      |                      |
| 2001-2002  | Flames de Calgary    | LNH          | 19  | 1                | 0                | 1                | 40               |                  |   |                      |                      |                      |                      |                      |
| 2001-2002  | Thrashers d'Atlanta  | LNH          | 38  | 4                | 1                | 5                | 50               |                  |   |                      |                      |                      |                      |                      |
| 2002-2003  | Thrashers d'Atlanta  | LNH          | 66  | 3                | 5                | 8                | 115              |                  |   |                      |                      |                      |                      |                      |
| 2003-2004  | Thrashers d'Atlanta  | LNH          | 58  | 9                | 15               | 24               | 68               |                  |   |                      |                      |                      |                      |                      |
| 2003-2004  | Kings de Los Angeles | LNH          | 13  | 2                | 1                | 3                | 24               |                  |   |                      |                      |                      |                      |                      |
| 2004-2005  | N'a pas joué         | N'a pas joué |     |                  |                  |                  |                  |                  |   |                      |                      |                      |                      |                      |
| 2005-2006  | Kings de Los Angeles | LNH          | 46  | 8                | 1                | 9                | 73               |                  |   |                      |                      |                      |                      |                      |
| 2006-2007  | Kings de Los Angeles | LNH          | 21  | 0                | 2                | 2                | 32               |                  |   |                      |                      |                      |                      |                      |
| 2006-2007  | Canucks de Vancouver | LNH          | 42  | 7                | 3                | 10               | 93               | 10               | 2 | 0                    | 2                    | 22                   |                      |                      |
| 2007-2008  | Canucks de Vancouver | LNH          | 46  | 0                | 1                | 1                | 110              |                  |   |                      |                      |                      |                      |                      |
| 2008-2009  | Rivermen de Peoria   | LAH          | 71  | 5                | 10               | 15               | 94               | 7                | 1 | 1                    | 2                    | 0                    |                      |                      |
| 2009-2010  | Pirates de Portland  | LAH          | 62  | 18               | 13               | 31               | 57               | 4                | 0 | 0                    | 0                    | 0                    |                      |                      |
| 2010-2011  | Marlies de Toronto   | LAH          | 47  | 8                | 8                | 16               | 24               |                  |   |                      |                      |                      |                      |                      |
| 2011-2012  | Iserlohn Roosters    | DEL          | 51  | 8                | 6                | 14               | 44               | 2                | 0 | 0                    | 0                    | 0                    |                      |                      |
| Totaux LNH | Totaux LNH           | Totaux LNH   | 413 | 47               | 34               | 81               | 695              | 10               | 2 | 0                    | 2                    | 22                   |                      |                      |

## Transactions en carrière
- 2 octobre 1995 : signe à titre d'agent libre avec les Flames de Calgary.
- 18 décembre 2001 : échangé par les Flames avec les droits sur Kurtis Foster aux Thrashers d'Atlanta en retour de Petr Buzek et du choix de sixième ronde des Thrashers au repêchage de 2004 (les Flames sélectionnent avec ce choix Adam Pardy).
- 9 mars 2004 : échangé par les Thrashers aux Kings de Los Angeles en retour de Kip Brennan.
- 30 décembre 2006 : réclamé au ballotage par les Canucks de Vancouver.
- 20 août 2009 : signe à titre d'agent libre avec les Sabres de Buffalo.
- 10 août 2011 : signe à titre d'agent libre avec les Iserlohn Roosters de la DEL.
- 22 mars 2012 : se retire de la compétition.